# Mehman Əzizov
Mehman Akif Əzizov (ur. 1 stycznia 1976) – azerski judoka. Trzykrotny olimpijczyk. Zajął piąte miejsce w Atenach 2004; trzynaste w Pekinie 2008 i odpadł w eliminacjach w Sydney 2000. Walczył w wadze półśredniej.
Uczestnik mistrzostw świata w 1997, 1999 i 2007. Startował w Pucharze Świata w latach 1999-2004 i 2006-2008. Wicemistrz Europy w 1998; piąty w 2004. Srebrny medalista uniwersjady w 2001. Trzeci na MŚ wojskowych w 2004 roku.

## Letnie Igrzyska Olimpijskie 2000
| Konkurencja | Eliminacje            | Klas. końcowa |
| Konkurencja | Przeciwnik I          | Miejsce       |
| ----------- | --------------------- | ------------- |
| 81 kg       | Gastón García (ARG) P | 17.           |

## Letnie Igrzyska Olimpijskie 2004
| Konkurencja | Eliminacje               | Eliminacje                  | Eliminacje              | Repasaże          | Repasaże               | Finały                | Klas. końcowa |
| Konkurencja | Przeciwnik I             | Przeciwnik II               | 1/4                     | Przeciwnik I      | Przeciwnik II          | o 3 miejsce           | Miejsce       |
| ----------- | ------------------------ | --------------------------- | ----------------------- | ----------------- | ---------------------- | --------------------- | ------------- |
| 81 kg       | Guillaume Elmont (NED) Z | Siarhiej Szundzikau (BLR) Z | Robert Krawczyk (POL) P | Rick Hawn (USA) Z | Florian Wanner (GER) Z | Dmitrij Nosow (RUS) P | 5.            |

## Letnie Igrzyska Olimpijskie 2008
| Konkurencja | Eliminacje          | Repasaże               | Klas. końcowa |
| Konkurencja | Przeciwnik I        | Przeciwnik I           | Miejsce       |
| ----------- | ------------------- | ---------------------- | ------------- |
| 81 kg       | Ole Bischof (GER) P | Travis Stevens (USA) P | 13.           |